# La Morsure (film, 2023)
Pour les articles homonymes, voir La Morsure.
Pour plus de détails, voir Fiche technique et Distribution.
La Morsure est un film fantastique français réalisé par Romain de Saint-Blanquat et sorti en 2023.

## Fiche technique
- Titre original français : La Morsure[1]
- Réalisation : Romain de Saint-Blanquat
- Scénario : Romain de Saint-Blanquat
- Consultation scénario : Laurette Polmanss, Laurie Bost, Marcel Beaulieu
- Photographie : Martin Roux
- Montage : Sanabel Cherqaoui
- Musique : Emile Sornin
- Décors : Sébastien Gondek
- Production : Marc-Benoît Créancier
- Société de production : Easy Tiger, Ciné Plus
- Pays de production :  France
- Langue originale : français
- Format : couleurs - 1,66:1
- Genre : fantastique, drame, film sur l'adolescence
- Durée : 90 minutes
- Date de sortie :
  - Suisse : 5 août 2023 (Festival du film de Locarno)
  - France : 15 mai 2024
  - Allemagne : 3 avril 2025

## Distribution
- Léonie Dahan-Lamort : Françoise Bertho
- Lilith Grasmug : Delphine Rivière
- Maxime Rohart : Christophe
- Cyril Metzger : Daniel Lebrun
- Fred Blin : Maurice
- Vincent Bellée : Jean-Pierre
- Nathan Chapuis-Guntzburger : Alain
- Virginie Picard : madame Royer
- Jean Barrier : le père Antoine
- Ludivine Anberrée : la soeur
- Camille Roesch : le cowboy
- Sarah Viennot : la professeure

## Accueil critique
Pour Samuel Douhaire dans Télérama, « [...] Françoise, la mystique passionnée, est une fille du feu qu’aurait adorée Gérard de Nerval, la forêt devient le décor d’un conte de fées gothique où une sorcière moderne rencontre un vampire au visage d’enfant, et la mise en scène très stylisée multiplie les symboles morbides comme dans un giallo de Dario Argento. En ressort une étrangeté poétique souvent séduisante, qui doit beaucoup à l’interprétation habitée de Léonie Dahan-Lamort, entre pulsion de vie et pulsion de mort. Difficile de ne pas penser à une certaine Isabelle Adjani et, plus particulièrement, à sa prestation sidérante dans Nosferatu, fantôme de la nuit, de Werner Herzog ».
Pour Thomas Desroches, le film, riche en séquences oniriques, évoque par moments Mais ne nous délivrez pas du mal de Joël Séria.
En 2024, Romain de Saint-Blanquat cite le moyen métrage Fantasmagorie (1963) de Patrice Molinard comme l'une des influences de La Morsure.